# Indemini
Indemini foi uma comuna da Suíça, no Cantão Tessino, com cerca de 54 habitantes. Estendia-se por uma área de 11,13 km², de densidade populacional de 5 hab/km². Confinava com as seguintes comunas: Alto Malcantone, Curiglia con Monteviasco (IT-VA), Gerra, Piazzogna, San Nazzaro, Sant'Abbondio, Sigirino, Veddasca (IT-VA), Vira.
A língua oficial nesta comuna era o Italiano.

## História
Em 25 de abril de 2010, passou a formar parte da nova comuna de Gambarogno.

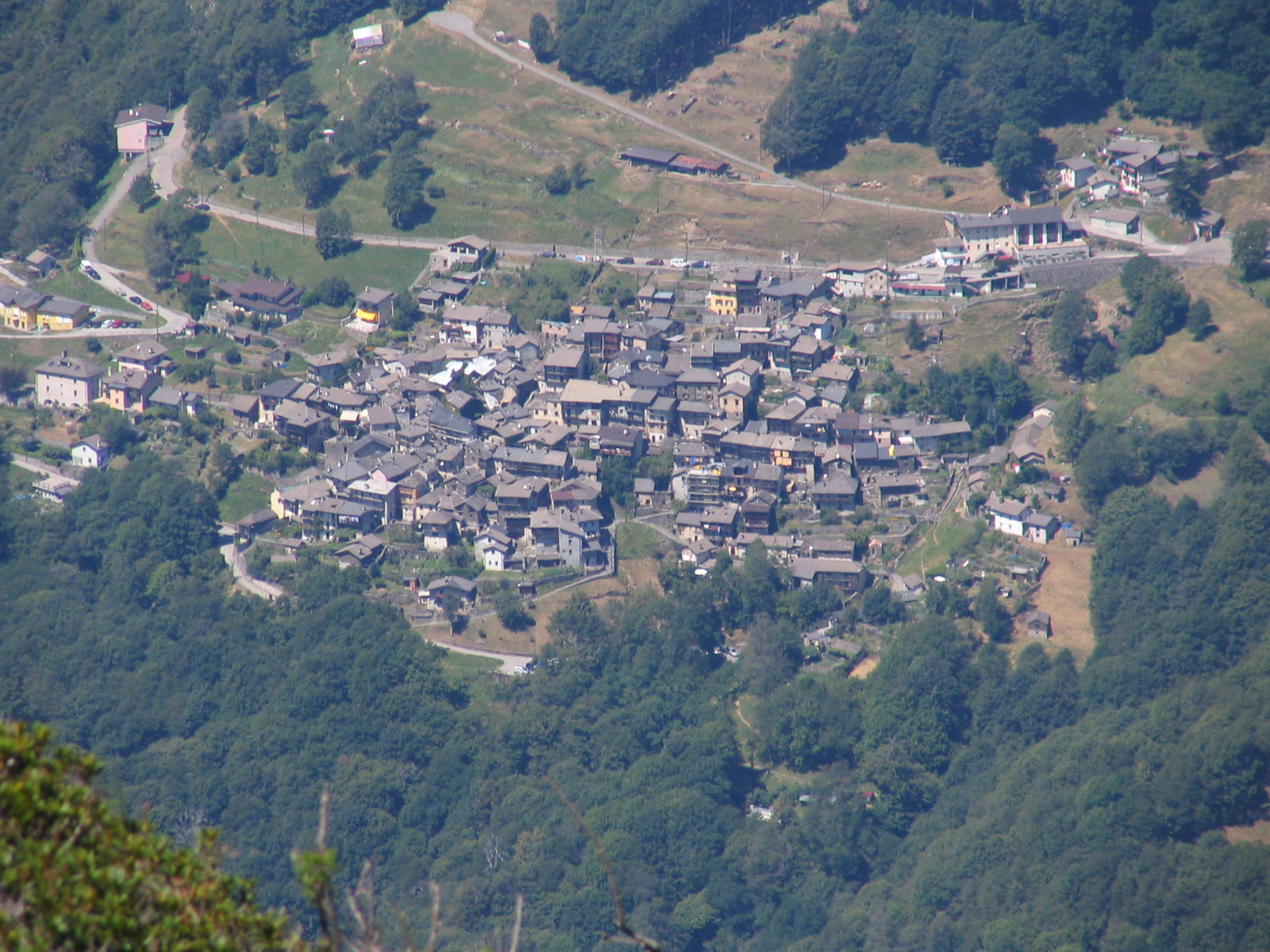
Indemini